# Allied Rapid Reactions Corps
L'Allied Rapid Reaction Corps (acronimo ARRC) è uno dei nove corpi d'armata di reazione rapida della NATO, a guida britannica, proiettabile in qualsiasi area mondiale in tempi da cinque a trenta giorni, per affrontare una vasta gamma di operazioni: dalla guerra convenzionale, al Peacekeeping alle crisis response operations.

## Storia
L'Allied Rapid Reaction Corps venne creato nel 1992 a Bielefeld in Germania, basandosi sul precedente I Corps britannico, che per quattro decenni aveva costituito il contributo fondamentale del Regno Unito alla difesa della Germania Occidentale, da un eventuale attacco di forze militari del Patto di Varsavia, che dopo il crollo del blocco sovietico venne trasformato in unità militare alleata di reazione rapida (ARRC) multinazionale.
L'ARRC venne inizialmente creato per condurre i compiti di Petersberg terrestri al di fuori dei territori della NATO, nell'ambito delle nuove strategie NATO dopo la fine della guerra fredda.
Nel 1994 il quartier generale venne trasferito nel Rheindahlen Military Complex di Mönchengladbach. Nel corso delle guerre jugoslave fu la prima forza terrestre ad essere impiegata nell'ambito delle operazioni dell'IFOR in Bosnia ed Erzegovina nel 1995/96 e venne nuovamente impiegato come quartier generale delle forze terrestri durante la guerra del Kosovo nel 1999.
L'Esercito Italiano negli anni novanta ha costituito la 3ª Divisione celere in ricordo della 3ª Divisione celere "Principe Amedeo Duca d'Aosta", con la sede di comando Milano, che venne assegnata all'Allied Rapid Reactions Corps, il Corpo di Reazione Rapida della NATO.
La 3ª Divisione "Celere" comprendeva la Brigata meccanizzata "Legnano", la Brigata alpina "Julia" e la 1ª Brigata mista autonoma portoghese. Nel 2002 la sua sede è stata trasferita a San Giorgio a Cremano nella città metropolitana di Napoli e ribattezzata Comando Divisione "Acqui".
Nel 2002 il quartier generale è stato riassegnato, insieme ad altri cinque corpi di altri paesi NATO, sotto il comando operazionale del Supreme Headquarters Allied Powers Europe, con compiti più vasti.
L'ARRC ha assunto il 4 maggio 2006 il comando dell'International Security Assistance Force in Afghanistan e venne trasferito nel 2010 nei dintorni di Gloucester in Inghilterra, prima di essere impiegato a supporto del comando dell'ISAF in Afghanistan nel 2011.

## Struttura
Il Comando viene diretto operativamente dal SACEUR e vi fanno parte militari provenienti dai seguenti stati membri dell'Alleanza Atlantica: 
- Belgio
- Canada
- Rep. Ceca
- Danimarca
- Francia
- Germania
- Grecia
- Ungheria
- Italia
- Norvegia
- Paesi Bassi
- Polonia
- Portogallo
- Turchia
- Regno Unito
- Stati Uniti

Comandante dell'Allied Rapid Reaction Corps (COMARRC) è il tenente generale Sir Ralph Wooddisse (British Army), ed il vice-comandante (DCOMARRC) il generale di divisione Gianluca Carai (Esercito Italiano).

### Forze assegnate stabilmente
- 1ª Panzerdivision  Germania
- 1ª Armoured Division  Regno Unito
- 3ª Mechanised Division  Regno Unito
- Danske Division  Danimarca
- Divisione "Acqui"  Italia